# Villancico
Een villancico is een lied waarvan de tekst verwijst naar Kerstmis. Villancico’s worden traditioneel gezongen in de periode voor en na Kerstmis. De traditie van de "villancicos de Navidad" gaat terug tot de dertiende eeuw, ofschoon de villancico's oorspronkelijk gewone liederen waren, die gezongen werden bij de vieringen, dus ook met Kerstmis. Pas later werden de villancico's in de kerken gezongen en specifiek met Kerstmis geassocieerd. De eerste "canciones" die zo kunnen worden genoemd, waren eigenlijk middeleeuwse hofdansen. Ze stonden aanvankelijk niet met religie in verband, maar geleidelijk beteugelde de kerk het volksgebruik en eigende ze zich de villancico's voor eigen doeleinden toe.
In Spanje heeft het woord villancico niet enkel betrekking op het volkse kerstlied, maar wordt onder dezelfde benaming gerefereerd aan een soort muziekstuk dat zijn oorsprong vindt in melodieën die gezongen werden door de villano‘s. Het villancico heeft gewoonlijk een prefatoir refrein en herhaalde verzen, meest in ABA vorm. Een vilhançico of villancico is in de 16e eeuw een muziekstuk geschreven in (meestal) het Spaans. In de Renaissance (15de eeuw en 16de eeuw) onderging het villancico een gedaantewisseling naar eenstemmige liederen met begeleiding van vihuela of drie- of vierstemmige met volkse wortels. Vanaf ca. 1620 was het gewoonlijk een stuk met geestelijke inhoud: de villancico's werden een uitdrukking van vreugde ter wille van de geboorte van God. Hun wereldlijke evenbeeld werd tono humano of gewoon tono (deun) genoemd. In Spanje, Portugal (dat tot 1640 Spaans was) en de koloniën waren de villancico's veel belangrijker geworden dan het motet. De catalogus van de muziekverzameling van koning João IV van Portugal bijvoorbeeld vermeldt er niet minder dan 2309. Zij werden gebruikt voor religieuze feestelijkheden die grote menigten aantrokken. Zelfs de Portugese componisten schreven ze meestal in het Spaans en dat is mogelijk de reden waarom zij door João V in 1723 verboden werden.